# アラン・ガンター
アラン・ガンター（英語: Allan Ganter、1938年6月18日 - ）は、オーストラリア出身のフィギュアスケート選手（男子シングル）。1956年コルティナダンペッツォオリンピックオーストラリア代表。

## 主な戦績
| 大会/年              | 1952-53 | 1953-54 | 1954-55 | 1955-56 |
| -------------------- | ------- | ------- | ------- | ------- |
| オリンピック         |         |         |         | 13      |
| 世界選手権           |         |         |         | 11      |
| オーストラリア選手権 | 1       | 1       | 1       | 1       |